# Pyrenaria wuiana
Pyrenaria wuiana är en tvåhjärtbladig växtart som först beskrevs av Hung T. Chang, och fick sitt nu gällande namn av S. X. Yang. Pyrenaria wuiana ingår i släktet Pyrenaria och familjen Theaceae. Inga underarter finns listade i Catalogue of Life.